# Nueva Gerona
Nueva Gerona es una ciudad cubana, capital de la municipalidad especial de Isla de la Juventud. La ciudad está situada entre las Sierras de Caballos y Sierra de Casas, a unos 3 km de la desembocadura del Río las Casas, que es navegable hasta el mar Caribe. En 2012, tenía una población de 59 049 habitantes, pero en el censo de 2021 la población se había reducido a 45 555 personas.
Como parte del Sistema Nacional de Salud, en ella se encuentran el Hospital Municipal Héroes del Baire y además dos policlínicos. Cuenta también con el principal puerto pesquero del municipio, así como los principales pilares económicos - administrativos del territorio pinero. 
En la localidad hay un cementerio estadounidense.

## Toponimia
La ciudad fue fundada en 1830 como Colonia Reina Amalia por orden del Gobernador español de Cuba, Francisco Dionisio Vives. 
El nombre actual de Nueva Gerona se puso en honor al Capitán General de Cuba, Francisco Dionisio Vives, quien dirigió la resistencia de la ciudad de Gerona durante la Guerra de la Independencia contra el ejército francés, y quien llevó a cabo la repoblación de la isla ordenada por Real Decreto de la Corona de España.

## Características
Se divide en los repartos de Centro, Abel Santamaría, Sierra Caballo, Nazareno, Saigón, Chacón y José Martí.

## Transporte
Nueva Gerona se conecta con La Fe (o Santa Fe), la segundo población más importante de la isla, a través de la Autopista de la Isla de la Juventud. El estuario del Río Las Casas proporciona un punto de salida hacia la Isla de Cuba, desembarcando en Surgidero de Batabanó. El Aeropuerto Rafael Cabrera se ubica cerca del reparto suburbano de José Martí.

## Deporte
Tienen base en Nueva Gerona los clubes de béisbol y fútbol que representan a la Isla de la Juventud.
El Club de Béisbol de los Piratas de La Isla de La Juventud tiene su sede en el Estadio Cristóbal Labra. Conocidos como los "Piratas", participan en la Serie Nacional de Béisbol, la principal liga de béisbol profesional del país.
También es sede del FC Isla de La Juventud, el cual juega en la división de fútbol cubana, el Campeonato Nacional de Fútbol de Cuba.

## Hermanamientos
- Gerona (España)

## Imagen de satélite
- Nueva Gerona, Isla de la Juventud, Cuba . Fuente: WikiMapia: ()